# Barly (Somme)
Barly település Franciaországban, Somme megyében. Lakosainak száma 163 fő (2022. január 1.). Barly Bonnières, Mézerolles, Neuvillette, Occoches, Outrebois és Remaisnil községekkel határos.

## Népesség
A település népességének változása:
| Lakosok száma | 173  | 170  | 176  | 177  | 173  | 168  | 164  | 165  | 163  |
|               | 2013 | 2015 | 2016 | 2017 | 2018 | 2019 | 2020 | 2021 | 2022 |